# Mitsui O.S.K. Lines
Mitsui O.S.K. Lines, Ltd. (MOL) (株式会社商船三井, Kabushiki-gaisha Shōsen Mitsui) (TSE : 9104) est une entreprise japonaise de transport maritime. Mitsui O.S.K. est un des plus grands groupes de transport maritime au monde, et un des trois grands groupes maritimes japonais, avec NYK (groupe Mitsubishi) et K-Line.

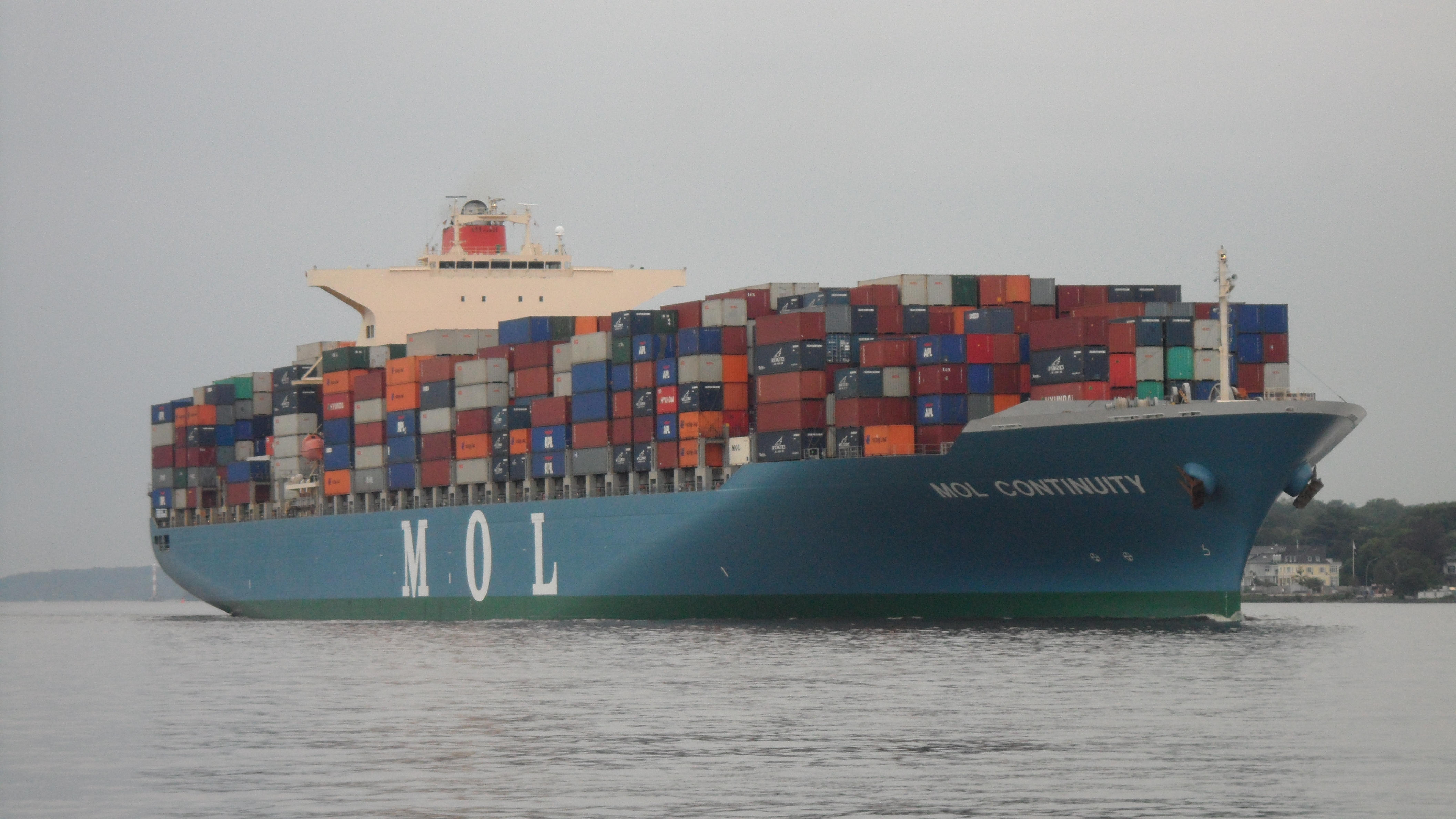
Porte-conteneurs MOL Continuity sur l'Elbe avec destination Hambourg.

Mitsui O.S.K. est présent sur tous les principaux segments de transports maritimes, conteneurs, voitures et matériels roulants roro, vracs secs, vracs liquides (pétrole, gaz naturel liquéfié), etc.

## Historique
Mitsui O.S.K. est le résultat de la fusion en 1964 entre O.S.K. Lines (大阪商船, Ōsaka shōsen, créé en 1884) et Mitsui Line (三井船舶, Mitsui senpaku), créée en 1942, dans le cadre du conglomérat Mitsui.
Fin octobre 2016, NYK (Nippon Yusen Kaisha), MOL et K Line, les trois principales compagnies japonaises de transports de conteneurs, ont annoncé la fusion de leur activité maritime de transport de conteneurs dans une coentreprise détenue à hauteur de 38 % par NYK Line, MOL et K Line détenant 31 % chacune. Cette nouvelle entité a été baptisée ONE pour Ocean Network Express.
Elle gère 256 navires, pour une part de marché de 7 % sur le transport maritime de conteneurs. Cette nouvelle entité a été créée en 2017. Les autres activités de ces trois groupes ne sont pas concernées par cette fusion. Cette annonce intervient peu après la faillite de Hanjin Shipping.
En 2025, la société annonce développer des centres de données (data centers) installés sur des navires convertis. Elle a signé un accord de partenariat avec le groupe turc Karpowership (Karadeniz Holding) (en) qui développe et possède des navires-centrales pouvant fournir les très importants besoins en énergie nécessaires à ces installations (20 à 73 mégawatts). Les deux partenaires visent la mise en œuvre d'une capacité initiale en 2027,.

## Siège social
Le siège social de la société est établi à Tokyo, dans le quartier des affaires Toranomon, dans l'arrondissement de Minato-ku.

## Filiales du groupe MOL
- Croisière : une flotte d'un paquebot de croisière : Nippon Maru

En 2023, la compagnie acquiert le Seabourn Odyssey à Seabourn Cruise Line, elle envisage également de faire construire deux nouveaux navires.

## Accidents
La compagnie est l'armateur du MV Wakashio qui s'est échoué au large de Maurice à l'été 2020 provoquant une marée noire. 